# Zuzanna Radecka
Zuzanna Radecka (Polonia, 2 de abril de 1975) es una atleta polaca retirada especializada en la prueba de 4x400 m, en la que ha conseguido ser medallista de bronce europea en 2002.

## Carrera deportiva
En el Campeonato Europeo de Atletismo de 2002 ganó la medalla de bronce en los relevos 4x400 metros, con un tiempo de 3:26.15 segundos, llegando a meta tras Alemania y Rusia, siendo sus compañeras de equipo: Grażyna Prokopek, Małgorzata Pskit y Anna Olichwierczuk.